# Hypereides

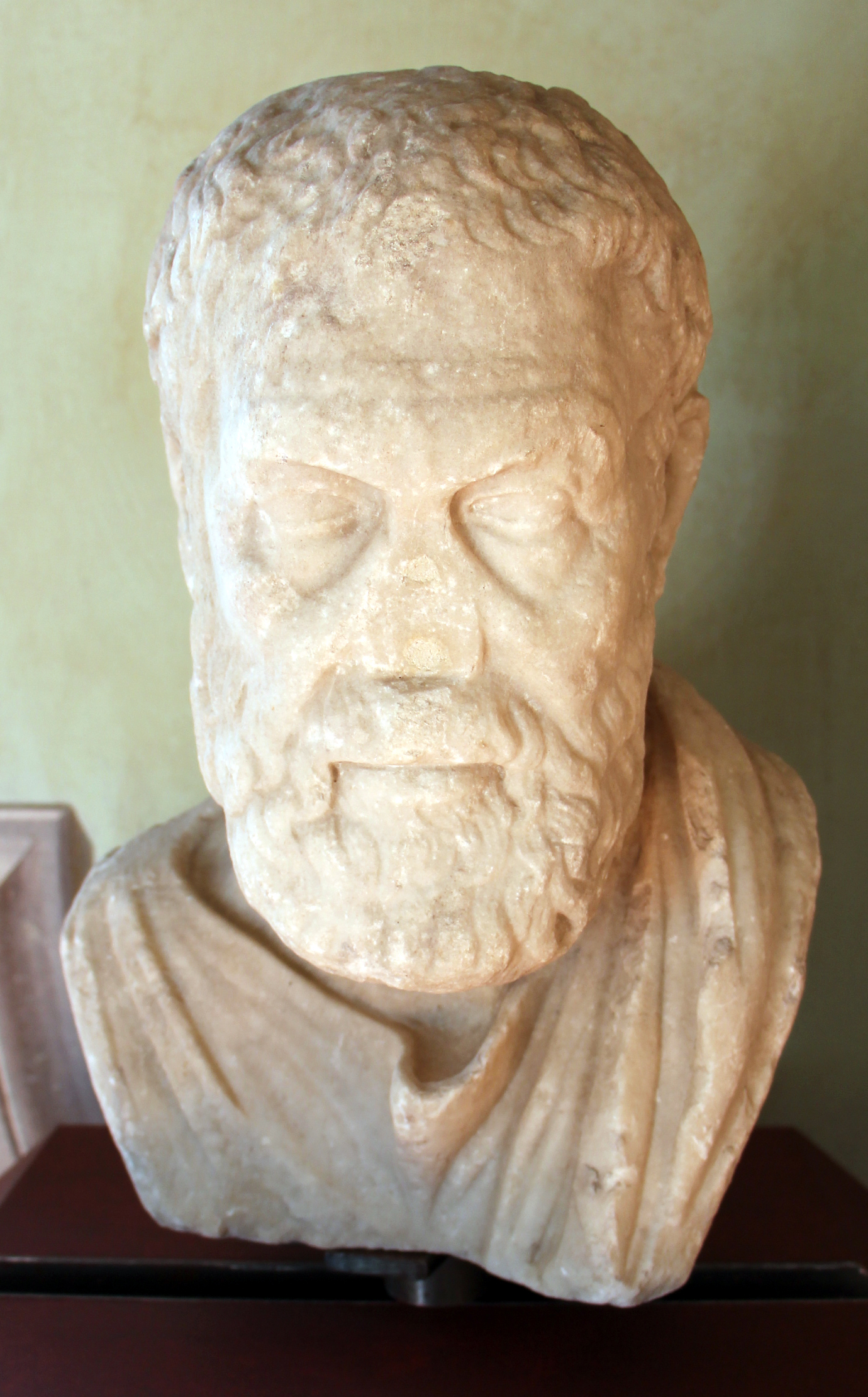
Hypereides

Hypereides eller Hyperides (grekiska: Ὑπερείδης), född i Aten omkring 395 f.Kr., avrättad 322 f.Kr., var en berömd attisk talare i antikens Grekland.
Hypereides var samtida med Demosthenes och tillhörde liksom denne det fosterländska partiet, vilket hade gjort till sin uppgift att motarbeta den makedonska politiken och den från detta håll hotande faran för de grekiska staternas självständighet. Även efter grekernas nederlag vid Chaironeia år 338 f.Kr. fortsatte Hypereides och de med honom liktänkande patrioterna sina strävanden, och då Demosthenes invecklades i den ryktbara Harpalos-processen, uppträdde Hypereides till och med som dennes anklagare. Med anledning av sitt energiska deltagande i det efter Alexander den stores död 323 f.Kr. utbrutna frihetskriget (det så kallade lamiska kriget) måste han fly till Egina, där han på Antipaters befallning blev gripen och avrättad år 322 f.Kr.
Av Hypereides många tal har man 1847-1856 återfunnit några i fragmentariskt skick och ett fullständigt bland fynd av papyrusrullar i egyptiska gravar. Dessa har givits ut av Friedrich Blass. Dessutom har man funnit ytterligare fler fragment inuti Arkimedespalimpsesten.
Hypereides hade under sitt liv många förhållanden med hetärer. Han försvarade Fryne när hon åtalades, och hade flera andra kurtisaner boende i hans olika hus: Myrrhine i hans eget hem, Aristagora i en bostad i Pireus, och Fila i Eleusis.